# Estação Pontinha
Pontinha é uma estação do Metropolitano de Lisboa. Situa-se no concelho de Lisboa, em Portugal, numa zona de transição para os concelhos da Amadora e Odivelas, entre as estações Alfornelos e Carnide da Linha Azul. Foi inaugurada a 18 de outubro de 1997 em conjunto com a estação Carnide, no âmbito da expansão desta linha à zona da Pontinha.

## Descrição
Está localizada na praça pedonal entre a Estrada Militar, Estrada da Correia e a Estrada da Pontinha, servindo o terminal de autocarros que se localiza nessa zona. O projeto arquitetónico é da autoria da arquiteta Ana Nascimento e as intervenções plásticas do pintor Jacinto Luís. À semelhança das mais recentes estações do Metropolitano de Lisboa, está equipada para poder servir passageiros com deficiências motoras, contando com vários elevadores e escadas rolantes que facilitam o acesso às plataformas.

## Acessos
Esta estação conta com dois acessos pedonais:
- Acesso 1 - está localizado na praça pedonal entre a Estrada Militar, Estrada da Correia e a Estrada da Pontinha. Está direcionado para noroeste e foi construído ao nível da superfície.
- Acesso 2 - está localizado na praça pedonal entre a Estrada Militar, Estrada da Correia e a Estrada da Pontinha. Está direcionado para sudeste e foi construído ao nível da superfície.